# Списак британских монарха
Било је 12 монарха Велике Британије и Уједињеног Краљевства (види монархија Уједињеног Краљевства). Краљевство Велике Британије је формирано 1. маја 1707. године спајањем Краљевине Енглеске и Краљевине Шкотске, која је била у персоналној унији под династијом Стјуарт од 24. марта 1603. године. Дана 1. јануара 1801. године, Велика Британија спаја се са Краљевином Ирске чиме се формира Уједињено Краљевство Велике Британије и Ирске. После је већина Ирске напустила заједницу 6. децембра 1922. године, њено име је измењено 12. априла 1927. године у Уједињено Краљевство Велике Британије и Северне Ирске.

## Династија Стјуарт
Краљица Ана је била краљица Енглеске, Шкотске и Ирске од 8. марта 1702. године, и тако постала краљица Велике Британије након уједињења Енглеске и Шкотске.
| Име                                               | Портрет | Рођење                                                                           | Брак                                                                                     | Смрт                                                     | Претенденти |
| ------------------------------------------------- | ------- | -------------------------------------------------------------------------------- | ---------------------------------------------------------------------------------------- | -------------------------------------------------------- | --- |
| Ана Акт савеза 1. мај 1707–1. август 1714. године |         | 6. фебруар 1665. године Палата светог Џејмса ћерка Џејмса II Стјуарта и Ане Хајд | Џорџ од Данске Палата светог Џејмса 28. јул 1683. године 17 трудноћа, без преживеле деце | 1. август 1714. године Палата Кенсингтон стара 49 година | ћерка Џејмса II (примогенитура; Повеља о правима из 1689. године); краљица Енглеске и Шкотске након уједињења; Уговор о унији и закони о Унији из 1707. године) |

## Династија Хановер
Долазак Хановерске династије на престо је уследио после доношења Закона о поравнању 1701. године, усвојеног од стране парламента Енглеске, којим се искључују „паписти“ (који су римокатолици) из наследства. У замену за приступ енглеским плантажама у Северној Америци и Западној Индији, шкотски Парламент ратификовао је 1707. године долазак Хановераца на престо и унију са Енглеском.
После смрти бездетне краљице Ане, Џорџ I, син Софије од Хановера, унуке Џејмс VI је кроз своју ћерку Елизабету, био је најближи наследник престола, који није био римокатолик.
| Име                                                                                              | Портрет | Рођење | Брак | Смрт                                                       | Право на престо  | Референџе |
| ------------------------------------------------------------------------------------------------ | ------- | --- | --- | ---------------------------------------------------------- | ---------------- | --------- |
| Џорџ I Џорџ Луис 1. август 1714 – 11. јун 1727. године                                           |         | 28. мај 1660. године Лајнешлос син Ернеста Абуста, изабраник Брунсвика и Лунебурга и Софије Хановерске                                | Софија Доротеја од Целе 21. новенбар 1682. године 2 деце                                                                                | 11. јун 1727. године Оснабрик стар 67 година               | праунук Џејмса I | [ 2 ]     |
| Џорџ II Џорџ Август 11. јун 1727 – 25. октобар 1760. године                                      |         | 30. октобар 1683. године Херенхаус син Џорџа I и Софије Доротеје од Целе                                                              | Каролина од Ансбаха 22. август 1705. године 8 деце                                                                                      | 25. октобар 1760. године Палата Кенсингтон стар 76 година  | син Џорџа I      | [ 3 ]     |
| Џорџ III Џорџ Вилијам Фредерик 25. октобар 1760 – 29. јануар 1820. године                        |         | 4. јун 1738. године Резиденција Норфлок син Фредерика, принца од Велса и принцезе Аугусте од Саксен-Гота                              | Шарлот Мекленбург-Стрелиц Палата светог Џејмса 8. септембар 1761. године 15 деце                                                        | 29. јануара 1820. године Виндзор стар 81 годину            | унук Џорџа II    | [ 4 ]     |
| Џорџ IV Џорџ Август Фредерик 29. јануар 1820 – 26. јун 1830. године принц регент од 1811. године |         | 12. август 1762. године Палата светог Џејмса син Џорџа III и Шарлоте Мекленбург-Стрелиц                                               | (1) Марија Фицхерберт парк Лејн 15. септембар 1785. године (2) Каролина од Брунзвика Палата светог Џејмса 8. април 1795. године 1 ћерка | 26. јун 1830. године Виндзор стар 67 година                | син Џорџа III    | [ 5 ]     |
| Вилијам IV Вилијам Хенри 26. јун 1830 – 20. јун 1837. године                                     |         | 21. август 1765. године Бакингемска палата син Џорџа III и Шарлоте Мекленбург-Стрелиц                                                 | Аделаида Саксен-Мајнинген Палата Кев 13. Јул 1818. године 2 деце                                                                        | 20. јун 1837. године Виндзор стар 71 годину                | син Џорџа III    | [ 6 ]     |
| Викторија Александрина Викторија 20. јун 1837 – 22. јануар 1901. године                          |         | 24. мај 1819. године Палата Кенсингтон ћерка принца Едварда, војводе од Кента и Стратерн и принцезе Викторије од Сакс-Кобург-Салфелда | Алберт фон Саксен-Кобург и Гота Палата светог Џејмса 10. фебруар 1840. године 9 деце                                                    | 22. јануар 1901. године Резиденција Озборн стара 81 годину | унука Џорџа III  | [ 7 ]     |

## Династија Сакс-Кобург и Гота
Иако је био син и наследник Викторије, Едвард VII наследио име свог оца и стога се рачуна као инаугурација нове краљевске династије.
| Име                                                            | Портрет | Рођење                                                                                       | Брак                                                                  | Смрт                                                  | Право на престо       | Референце |
| -------------------------------------------------------------- | ------- | -------------------------------------------------------------------------------------------- | --------------------------------------------------------------------- | ----------------------------------------------------- | --------------------- | --------- |
| Едвард VII Алберт Едвард 22. јануар 1901 – 6. мај 1910. године |         | 9. новембар 1841. године Бакингемска палата син Викторије и Алберта фон Саксен-Кобург и Гота | Александра од Данске Капела светог Џорџа 10. март 1863. године 6 деце | 6. мај 1910. године Бакингемска палата стар 68 година | син краљице Викторије | [ 8 ]     |

### Династија Виндзор
Име династије, Виндзор, усвојено је 1917. године током Првог светског рата. Промена произискивала је из антинемачког ратног расположења у Уједињеном Краљевству.
| Име | Портрет | Рођење                                                                              | Брак | Смрт                                                          | Право на престо  | Референце |
| --- | ------- | ----------------------------------------------------------------------------------- | --- | ------------------------------------------------------------- | ---------------- | --------- |
| Џорџ V Џорџ Фредерик Ернест Алберт 6. мај 1910 – 20. јануар 1936. године                                        |         | 3. јун 1865. године Резиденција Молборо хаус син Едварда VII и Александре од Данске | Марија од Тека Палата светог Џејмса 6. Јул 1893. године 6 деце                                                                                           | 20. јануар 1936. године Резиденција Сандрингем стар 70 година | син Едварда VII  | [ 9 ]     |
| Едвард VIII Едвард Алберт Кристијан Џорџ Ендру Патрик Дејвид 20. јануар – 11. децембар 1936. године (абдицирао) |         | 23. јун 1894. године Вајт Лоџ син Џорџа V и Марије од Тека                          | Волис Симпсон, војвоткиња од Виндзора Дворац Канде 3. јун 1937. године без деце                                                                          | 28. мај 1972. године Неји на Сени стар 77 година              | син Џорџа V      | [ 10 ]    |
| Џорџ VI Алберт Фредерик Артур Џорџ 11. децембар 1936 – 6. фебруар 1952. године                                  |         | 14. децембар 1895. године Резиденција Сандрингем син Џорџа V и Марије од Тека       | Елизабет Боуз-Лајон Вестминстерска опатија 26. април 1923. године 2 деце                                                                                 | 6. фебруар 1952. године Резиденција Сандрингем стар 56 година | син Џорџа V      | [ 11 ]    |
| Елизабета II Елизабета Александра Мери 6. фебруар 1952 – 8. септембар 2022. године                              |         | 21. април 1926. године Мејфер ћерка Џорџа VI и Елизабет Боуз-Лајон                  | Принц Филип, војвода од Единбурга Вестминстерска опатија 20. новембар 1947. године 4 деце                                                                | 8. септембар 2022. године Замак Балморал стара 96 година      | ћерка Џорџа VI   | [ 12 ]    |
| Чарлс III Чарлс Филип Артур Џорџ 8. септембар 2022 –                                                            |         | 14. новембар 1948. године Бакингемска палата син Елизабете II и Филипа од Единбурга | Дајана, принцеза од Велса Катедрала Светог Павла 29. јул 1981 − 28. август 1996. године 2 деце Камила Паркер Боулз Виндзор Гилдхол 9. април 2005. године | /                                                             | син Елизабете II | [ 13 ]    |